# 沃格爾峰
沃格爾峰（英語：Vogel Peak），是南極洲的山峰，位於南喬治亞群島，屬於薩爾韋森山脈的一部分，海拔高度1,350米，在1957年由英國南極名稱諮詢委員會命名，由英國海外領土管轄。